# Alain Guiraudie
Alain Guiraudie nacido el 15 de julio de 1964 en Villefranche-de-Rouergue (Aveyron ), Francia, es un director de cine, guionista, escritor y actor.

## Datos biográficos
Nacido en una familia de agricultores, se apasionó desde muy joven por la denominada cultura popular. En 1990, realizó su primer corto metraje, Les héros sont immortels. 
Después, en 2001, produjo y dirigió en un estilo picaresco Ce vieux rêve qui bouge, que le valió el Premio Jean Vigo y que presentó en el Festival de Cannes 2001. Guiraudie se inició en los largos metrajes con Pas de repos pour les braves. Después vinieron Voici venu le temps, Le Roi de l'évasion (presentado en el Festival de Cannes 2009) y, más tarde, L'Inconnu du lac, película exitosa en el Festival de Cannes 2013. Alain Guiraudie declaró que esta realización había sido una consecuencia de: 

"que tenía deseos de confrontar mi propia sexualidad"

## Filmografía

### Cortometrajes
- 1990: Les héros sont immortels
- 1995: Tout droit jusqu'au matin (proyectada en 2001)
- 1997: La Force des choses
- 2001: Du soleil pour les gueux
- 2001: Ce vieux rêve qui bouge
- 2007: On m'a volé mon adolescence (telefilm)

### Largometrajes
- 2003: Pas de repos pour les braves
- 2005: Voici venu le temps
- 2009: Le Roi de l'évasion
- 2013: L'Inconnu du lac
- 2016: Rester vertical
- 2024: Miséricorde (Misericordia)

### Actor
- 1990: Les héros sont immortels, dirigida por él mismo
- 1993: Les Yeux au plafond, de Mathieu Amalric
- 2001: Du soleil pour les gueux, dirigida por él mismo
- 2002: Un petit cas de conscience, de Marie-Claude Treilhou

## Premios y distinciones
Festival Internacional de Cine de Cannes
| Año  | Categoría                                            | Película            | Resultado |
| ---- | ---------------------------------------------------- | ------------------- | --------- |
| 2013 | Premio al mejor director de Premio Un Certain Regard | El extraño del lago | Ganador   |

- 2001: por Ce vieux rêve qui bouge, Premio Jean Vigo
- 2009: por Le Roi de l'évasion, Premio de l'Âge d'or
- 2014: por Ici commence la nuit, Premio Sade